# Palazzo Pietro Durazzo
Il palazzo Pietro Durazzo, o palazzo Durazzo, è un edificio storico italiano, sito in piazza De Marini 4, nel centro storico di Genova. È uno dei Palazzi dei Rolli che furono designati, al tempo della Repubblica di Genova, a ospitare gli ospiti di alto rango durante le visite di stato per conto del governo genovese.
L'edificio è sottoposto a vincolo di tutela da parte della soprintendenza. Sottoposti a specifico vincolo sono anche l'edicola e il bassorilievo della madonna con bambino.

## Storia e descrizione
Nel 1531, prima di piazza Banchi, la "piazza nuova dei De Marini" venne ricavata con la demolizione di più case e di una torre degli eredi di Bernardo di San Salvatore Usodimare. Pietro Durazzo, doge della Repubblica di Genova nel biennio 1619-1621, costruì il proprio palazzo su progetto dell'architetto Andrea Ceresola detto il Vannone, sull'area di una casa di Battista Durazzo espropriata e in parte demolita nel 1581.
I lavori dovevano appena essersi conclusi quando, nel 1599, il palazzo fu inserito nel terzo bussolo dei rolli di Genova, dove ricompare soltanto nel 1664 a nome degli eredi di Nicolò Durazzo.
Lo scalone, decorato ad infrascatura e illuminato dal cortile centrale, sale con la tradizionale composizione a rampe loggiate fino al secondo piano; anche l'atrio, oggi ridotto nelle dimensioni, era ampio e luminoso. Semplici e disadorni sono invece il portale e la facciata.
Il palazzo, già nel XIX secolo suddiviso negli attuali 29 appartamenti, è stato accorpato a un altro edificio affacciato sulla Ripa. Lo scalone è stato fortunatamente risparmiato ed è ancora integro.